# قائمة إصدارات الطوابع البريدية في خورفكان
أدارت المملكة المتحدة العلاقات الخارجية لإمارات الساحل المتصالح نتيجة لمعاهدة «الاتفاقية الحصرية» لعام 1892، بما في ذلك إدارة البريد والبرق - حيث تكن هذه الإمارات منتمية للاتحاد البريدي العالمي. افتتحت حكومة الهند أول مكتب بريد في دبي في عام 1941. وفي عام 1948، وتولت إدارته وتشغيله الوكالات البريدية البريطانية في شرق شبه الجزيرة العربية، وهي شركة تابعة لمكتب البريد العام. كانت الطوابع في ذلك الوقت عبارة عن طوابع بريطانية مقابل رسوم إضافية بقيمة الروبية، حتى عام 1959، حيث أصدرت مجموعة من طوابع بريدية تحمل اسم «الإمارات المتصالحة» من دبي.
في عام 1963، تنازلت المملكة المتحدة عن مسؤوليتها عن الأنظمة البريدية في الإمارات المتصالحة إلى حكام الإمارات المتصالحة. لذا أصدرت إمارة عجمان أول طوابعها البريدية في سنة 1964. من بين هذه الإصدارات، مجموعة من الإصدارات تحمل اسم خورفكان ملحقة إمارة الشارقة.
الكثير من الطوابع التي أصدرت في إمارة الشارقة تصنف ضمن طوابع الكثبان الرملية. طبعت هذه الطوابع بكثرة في الستينيات وأوائل السبعينيات من القرن الماضي، وتكاد تكون عديمة القيمة اليوم.
وجد فينبار كيني وهو رجل أعمال أمريكي ومن هواة جمع الطوابع الفرصة لإنشاء عدد من الإصدارات من الطوابع التي تستهدف سوق جامعي الطوابع المربح. وقد أبرم في عام 1964 اتفاقات مع إمارات الخليج العربي لإصدار طوابع، ومن بينها إمارة الشارقة. حملت هذه الطوابع مصورا ذات ألوان وأشكال صارخة وليس لها صلة فعلية بالإمارات.
كان بيع الطوابع البريدية لفترة قصيرة تجارة مربحة للإمارات، حيث كان لمعظم الإمارات القليل من مصادر الدخل، باستثناء إمارة أبو ظبي، التي توفر فيها إنتاج النفط منذ عام 1965. ومع ذلك، انخفضت الإيرادات التي تصل إلى 70 ألف جنيه إسترليني للإمارات الأفقر إلى 30 ألف جنيه إسترليني مع التشبع الحتمي للسوق. شكل بيع الطوابع بحلول عام 1966 المصدر الرئيسي لدخل الإمارات المتصالحة الشمالية.
أدى انتشارها في النهاية إلى تقليل قيمتها، ولهذا السبب، فإن العديد من الكتالوجات الشعبية اليوم لا تدرجها حتى.
اتهم فينبار كيني بالتورط في قضية رشوة في الولايات المتحدة بسبب تعاملاته مع حكومة جزر كوك. انتهت ترتيبات فينبار كيني عندما توحدت الإمارات العربية المتحدة في ديسمبر 1971.
هذه قائمة إصدارات الطوابع البريدية في خورفكان ملحقة إمارة الشارقة:

## إصدارات عام 1965

### إصدارات معالم الشارقة
أُصدرت ستة طوابع بريدية مخصصة للبريد الجوي تحتوي على صور لمناظر من إمارة الشارقة مع صورة حاكم الشارقة صقر بن سلطان القاسمي في كل طابع:
| # | تاريخ الإصدار | الوصف                                                                                        | الصورة | القيمة   | الأبعاد     |
| - | ------------- | -------------------------------------------------------------------------------------------- | ------ | -------- | ----------- |
| 1 | 20 مارس 1965  | طابع بخلفية ذات لون أرجواني يحتوي على صورة لخورفكان مع صورة صقر بن سلطان القاسمي             |        | 10 بيزة  | 49 * 30 ملم |
| 2 | 20 مارس 1965  | طابع بخلفية ذات لون بني يحتوي على صورة لمخيم بدو بني قطب وصورة صقر بن سلطان القاسمي          |        | 20 بيزة  | 49 * 30 ملم |
| 3 | 20 مارس 1965  | طابع بخلفية ذات لون أزرق بحري يحتوي على صورة لواحة الذيد وصورة صقر بن سلطان القاسمي          |        | 30 بيزة  | 49 * 30 ملم |
| 4 | 20 مارس 1965  | طابع بخلفية ذات لون زيتوني يحتوي على صورة لقلعة كلباء وصورة صقر بن سلطان القاسمي             |        | 40 بيزة  | 49 * 30 ملم |
| 5 | 20 مارس 1965  | طابع بخلفية ذات لون أخضر يحتوي على صورة لشارع الشارقة وبرج الرياح وصورة صقر بن سلطان القاسمي |        | 75 بيزة  | 49 * 30 ملم |
| 6 | 20 مارس 1965  | طابع بخلفية ذات لون أخضر يحتوي على صورة لحصن الشارقة وصورة صقر بن سلطان القاسمي              |        | 100 بيزة | 49 * 30 ملم |

### إصدار الكشافة
أُصدر طابعان بريديان يحتويان على صور كشافة:
| # | تاريخ الإصدار | الوصف                                                     | الصورة | القيمة |
| - | ------------- | --------------------------------------------------------- | ------ | ------ |
| 1 | 20 مارس 1965  | طابع بخلفية ذات لون بني محمر يحتوي على صورة صبي الكشافة   |        | ربيتان |
| 2 | 20 مارس 1965  | طابع بخلفية ذات لون بني محمر يحتوي على صورة فتيات الكشافة |        | ربيتان |

### إصدار الطيور
أُصدرت ستة طوابع بريدية مخصصة للبريد الجوي تتضمن صورا لطيور:
| # | تاريخ الإصدار | الوصف                                                          | الصورة | القيمة   | الأبعاد     |
| - | ------------- | -------------------------------------------------------------- | ------ | -------- | ----------- |
| 1 | 20 مارس 1965  | طابع بخلفية ذات لون رمادي تحتوي على صورة حمامة الصخور          |        | 30 بيزة  | 48 * 30 ملم |
| 2 | 20 مارس 1965  | طابع بخلفية ذات لون أرجواني تحتوي على صورة دجاج الأدغال الأحمر |        | 40 بيزة  | 48 * 30 ملم |
| 3 | 20 مارس 1965  | طابع بخلفية ذات لون أزرق تحتوي على صورة الهدهد الأوراسي        |        | 75 بيزة  | 48 * 30 ملم |
| 4 | 20 مارس 1965  | طابع بخلفية ذات لون أزرق تحتوي على صورة حمامة الصخور           |        | 150 بيزة | 48 * 30 ملم |
| 5 | 20 مارس 1965  | طابع بخلفية ذات لون رمادي تحتوي على صورة دجاج الأدغال الأحمر   |        | ربيتان   | 48 * 30 ملم |
| 6 | 20 مارس 1965  | طابع بخلفية ذات لون أحمر تحتوي على صورة الهدهد الأوراسي        |        | 3 ربيات  | 48 * 30 ملم |

### إصدار الألعاب الأولمبية الصيفية
أُصدرت أربعة طوابع بريدية مثلثة الشكل وبطاقة تذكارية واحدة لمناسبة دورة الألعاب الأولمبية الصيفية التي جرت أحداثها في العاصمة اليابانية طوكيو:

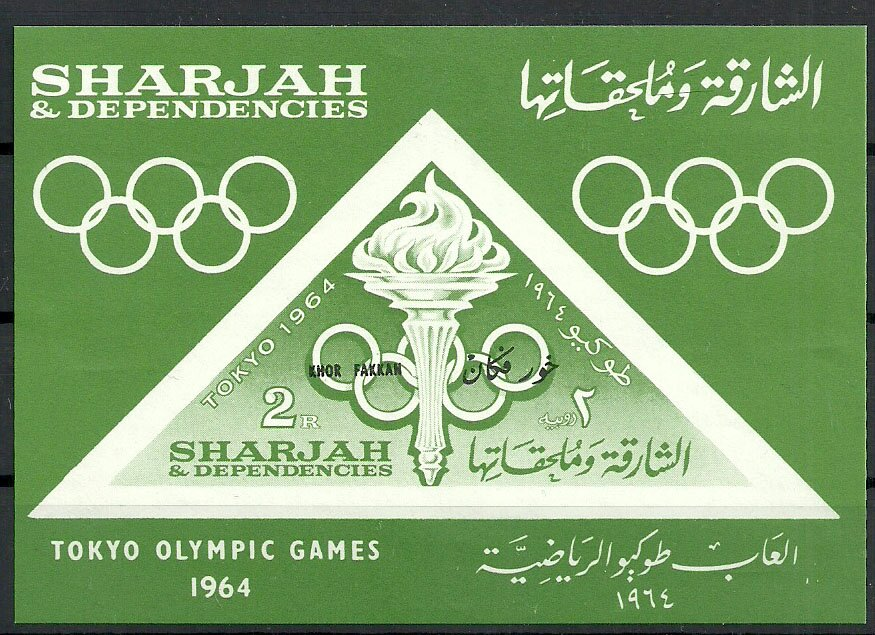
بطاقة تذكارية بخلفية ذات لون أخضر تتضمن طابعا يحتوي على شعلة الأولمبياد بقيمة روبيتين

| # | تاريخ الإصدار | الوصف                                                                                | الصورة | القيمة  |
| - | ------------- | ------------------------------------------------------------------------------------ | ------ | ------- |
| 1 | 20 مارس 1965  | طابع بخلفية ذات لون أزرق يحتوي على صورة الشعلة الأولمبية ورمز الأولمبياد             |        | 40 بيزة |
| 2 | 20 مارس 1965  | طابع بخلفية ذات لون بني محمر يحتوي على صورة الشعلة الأولمبية ورمز الأولمبياد         |        | 50 بيزة |
| 3 | 20 مارس 1965  | طابع بخلفية ذات لون أصفر بني يحتوي على صورة الشعلة الأولمبية ورمز الأولمبياد         |        | ربيتان  |
| 4 | 20 مارس 1965  | طابع بخلفية ذات لون أخضر زيتوني داكن يحتوي على صورة الشعلة الأولمبية ورمز الأولمبياد |        | ربيتان  |

وأُصدرت بطاقة تذكارية للمناسبة:

### إصدار المعرض العالمي
أُصدرت ثلاثة طوابع بريدية لمناسبة المعرض العالمي في نيويورك أكسبو تحت شعار "السلام من خلال التفاهم" وقد خُصّصت الطوابع للبريد الجوي:
| # | تاريخ الإصدار | الوصف                                                                      | الصورة | القيمة      |
| - | ------------- | -------------------------------------------------------------------------- | ------ | ----------- |
| 1 | 20 مارس 1965  | طابع متعدد الألوان يحتوي على صورة بئر نفط وصورة صقر بن سلطان القاسمي       |        | 20 بيزة     |
| 2 | 20 مارس 1965  | طابع متعدد الألوان يحتوي على صورة الكرة الأرضية وصورة صقر بن سلطان القاسمي |        | 40 بيزة     |
| 3 | 20 مارس 1965  | طابع متعدد الألوان يحتوي على صورة لمدينة مانهاتن                           |        | روبية واحدة |

### إصدار جون كينيدي
أُصدرت ستة طوابع بريدية مخصصة للبريد الجوي لمناسبة ذكرى وفاة الرئيس الأمريكي الخامس والثلاثين جون كينيدي:
| # | تاريخ الإصدار | الوصف                                                                                            | الصورة | القيمة   |
| - | ------------- | ------------------------------------------------------------------------------------------------ | ------ | -------- |
| 1 | 20 مارس 1965  | طابع متعدد الألوان يحتوي على صورة تمثال الحرية وصورة الرئيس الأمريكي الخامس والثلاثين جون كينيدي |        | 40 بيزة  |
| 2 | 20 مارس 1965  | طابع متعدد الألوان يحتوي على صورة تمثال الحرية وصورة الرئيس الأمريكي الخامس والثلاثين جون كينيدي |        | 40 بيزة  |
| 3 | 20 مارس 1965  | طابع متعدد الألوان يحتوي على صورة تمثال الحرية وصورة الرئيس الأمريكي الخامس والثلاثين جون كينيدي |        | 60 بيزة  |
| 4 | 20 مارس 1965  | طابع متعدد الألوان يحتوي على صورة تمثال الحرية وصورة الرئيس الأمريكي الخامس والثلاثين جون كينيدي |        | 60 بيزة  |
| 5 | 20 مارس 1965  | طابع متعدد الألوان يحتوي على صورة تمثال الحرية وصورة الرئيس الأمريكي الخامس والثلاثين جون كينيدي |        | 100 بيزة |
| 6 | 20 مارس 1965  | طابع متعدد الألوان يحتوي على صورة تمثال الحرية وصورة الرئيس الأمريكي الخامس والثلاثين جون كينيدي |        | 100 بيزة |

### إصدارات الذكرى المئوية للاتحاد الدولي للاتصالات
أُصدرت ثمانية طوابع لمناسبة الذكرى المئوية للاتصالات السلكية واللاسلكية وكانت مُوشحة بعبارة "الذكرى المئوية للاتحاد الدولي للمواصلات العالمية" باللغة العربية وعبارة "International Telecommunication Union Centenary 1865-1965" باللغة الإنجليزية:
| # | تاريخ الإصدار  | الوصف | الصورة | القيمة      | الأبعاد       |
| - | -------------- | --- | ------ | ----------- | ------------- |
| 1 | 20 مارس 1965   | طابع متعدد الألوان تظهر فيه صورة حاكم الشارقة خالد بن محمد القاسمي وصورة سفينة مخصصة للاتصالات                     |        | بيزة واحدة  | 28 * 51 ملم   |
| 2 | 23 سبتمبر 1965 | طابع متعدد الألوان تظهر فيه صورة حاكم الشارقة خالد بن محمد القاسمي وصورة قمر اصطناعي للاتصالات ومحطة استقبال أرضية |        | بيزتان      | 28.5 * 51 ملم |
| 3 | 23 سبتمبر 1965 | طابع متعدد الألوان تظهر فيه صورة حاكم الشارقة خالد بن محمد القاسمي وصورة قمر اصطناعي للاتصالات (تيلستار)           |        | 3 بيزات     | 28.5 * 51 ملم |
| 4 | 23 سبتمبر 1965 | طابع متعدد الألوان تظهر فيه صورة حاكم الشارقة خالد بن محمد القاسمي وصورة قمر اصطناعي للاتصالات (ساينكوم)           |        | 4 بيزات     | 28.5 * 51 ملم |
| 5 | 23 سبتمبر 1965 | طابع متعدد الألوان تظهر فيه صورة حاكم الشارقة خالد بن محمد القاسمي وصورة سفينة مخصصة للاتصالات                     |        | 5 بيزات     | 28.5 * 51 ملم |
| 6 | 23 سبتمبر 1965 | طابع متعدد الألوان تظهر فيه صورة حاكم الشارقة خالد بن محمد القاسمي وصورة قمر اصطناعي للاتصالات (تيلستار)           |        | 50 بيزة     | 28.5 * 51 ملم |
| 7 | 23 سبتمبر 1965 | طابع متعدد الألوان تظهر فيه صورة حاكم الشارقة خالد بن محمد القاسمي وصورة قمر اصطناعي للاتصالات (ساينكوم)           |        | روبية واحدة | 28.5 * 51 ملم |
| 8 | 23 سبتمبر 1965 | طابع متعدد الألوان تظهر فيه صورة حاكم الشارقة خالد بن محمد القاسمي وصورة قمر اصطناعي للاتصالات ومحطة استقبال أرضية |        | 120 بيزة    | 28.5 * 51 ملم |

### إصدار الدورة الرياضية العربية
أُصدرت خمسة طوابع بريدية لمناسبة دورة الألعاب العربية 1965 التي جرت أحداثها في العاصمة المصرية القاهرة، وكانت جميع الإصدارات بقيمة خمسين بيزة:
| # | تاريخ الإصدار  | الوصف                                                                      | الصورة | القيمة  |
| - | -------------- | -------------------------------------------------------------------------- | ------ | ------- |
| 1 | 23 سبتمبر 1965 | طابع بلون أخضر داكن وبني محمر يحتوي على صورة لرياضة كرة السلة              |        | 50 بيزة |
| 2 | 15 ديسمبر 1965 | طابع بلون أخضر داكن وبني محمر يحتوي على صورة لرياضة سباق الدراجات الهوائية |        | 50 بيزة |
| 3 | 15 ديسمبر 1965 | طابع بلون أخضر داكن وبني محمر يحتوي على صورة لرياضة رفع الأثقال            |        | 50 بيزة |
| 4 | 15 ديسمبر 1965 | طابع بلون أخضر داكن وبني محمر يحتوي على صورة لرياضة كرة القدم              |        | 50 بيزة |
| 5 | 15 ديسمبر 1965 | طابع بلون أخضر داكن وبني محمر يحتوي على صورة لرياضة ترويض الخيول           |        | 50 بيزة |

وأُصدرت صحيفتا طوابع كاملة تحتويان على صور الطوابع الموجودة في هذا الإصدار:

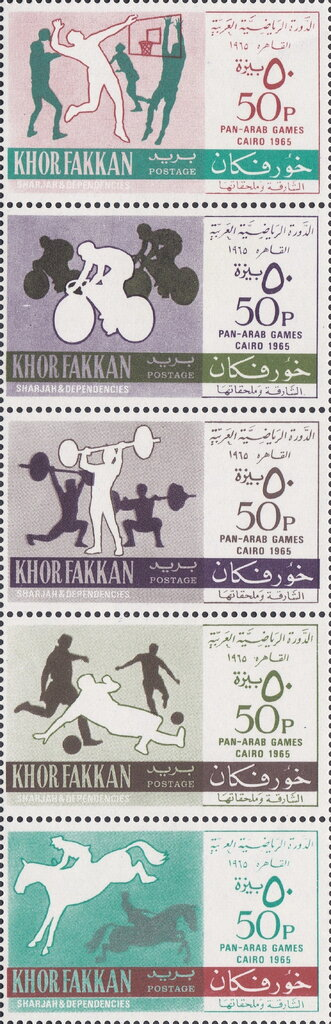
صحيفة الطوابع الكاملة بقيمة 5 * 50 بيزة

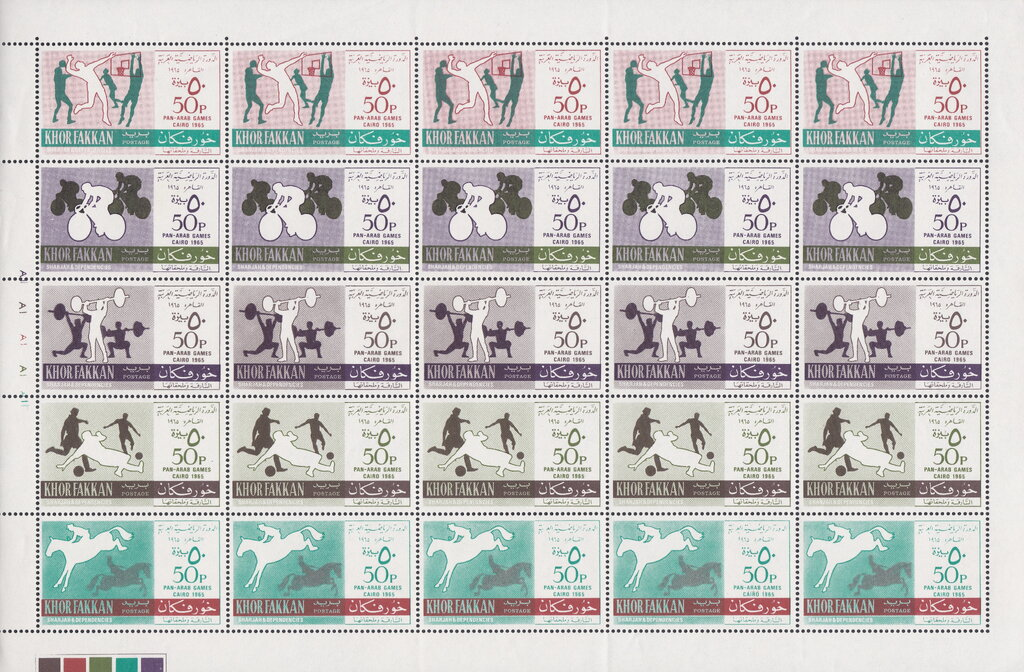
صحيفة الطوابع الكاملة بقيمة 20 * 50 بيزة

## إصدارات عام 1966

### إصدارات سنة التعاون الدولي
صدرت ثمانية طوابع لمناسبة سنة التعاون الدولي وكانت جميع الإصدارات بقيمة خمسين بيزة هندية:
| # | تاريخ الإصدار  | الوصف | الصورة | القيمة           | الأبعاد     |
| - | -------------- | --- | ------ | ---------------- | ----------- |
| 1 | 25 فبراير 1966 | طابع بخلفية ذات لون أخضر تحتوي على صورة حاكم إمارة الشارقة خالد بن محمد القاسمي ورئيس وزراء المملكة المتحدة السابع والستين هارولد ويلسون |        | خمسون بيزة هندية | 49 * 30 ملم |
| 2 | 25 فبراير 1966 | طابع بخلفية ذات لون بني فاتح تحتوي على صورة حاكم إمارة الشارقة خالد بن محمد القاسمي ومستشار ألمانيا الغربية لودفيغ إيرهارت               |        | خمسون بيزة هندية | 49 * 30 ملم |
| 3 | 25 فبراير 1966 | طابع بخلفية ذات لون بني فاتح تحتوي على صورة حاكم إمارة الشارقة خالد بن محمد القاسمي والرئيس المصري جمال عبد الناصر                       |        | خمسون بيزة هندية | 49 * 30 ملم |
| 4 | 25 فبراير 1966 | طابع بخلفية ذات لون رمادي تحتوي على صورة حاكم إمارة الشارقة خالد بن محمد القاسمي والرئيس الأمريكي السادس والثلاثين ليندون جونسون         |        | خمسون بيزة هندية | 49 * 30 ملم |
| 5 | 25 فبراير 1966 | طابع بخلفية ذات لون أزرق مخضر تحتوي على صورة حاكم إمارة الشارقة خالد بن محمد القاسمي وبابا الفاتيكان بولس السادس                         |        | خمسون بيزة هندية | 49 * 30 ملم |
| 6 | 25 فبراير 1966 | طابع بخلفية ذات لون بنفسجي مزرق مخضر تحتوي على صورة حاكم إمارة الشارقة خالد بن محمد القاسمي ورئيس فرنسا شارل ديغول                       |        | خمسون بيزة هندية | 49 * 30 ملم |
| 7 | 25 فبراير 1966 | طابع بخلفية ذات لون بني تحتوي على صورة حاكم إمارة الشارقة خالد بن محمد القاسمي وملك البحرين عيسى بن سلمان آل خليفة                       |        | خمسون بيزة هندية | 49 * 30 ملم |
| 8 | 25 فبراير 1966 | طابع بخلفية ذات لون بني تحتوي على صورة حاكم إمارة الشارقة خالد بن محمد القاسمي وملك السعودية فيصل بن عبد العزيز آل سعود                  |        | خمسون بيزة هندية | 49 * 30 ملم |

### إصدارات ذكرى وفاة ونستون تشرشل
صدرت طوابع لمناسبة ذكرى وفاة ونستون تشرشل:
| # | تاريخ الإصدار  | الوصف                                         | الصورة | القيمة      | الأبعاد     |
| - | -------------- | --------------------------------------------- | ------ | ----------- | ----------- |
| 1 | 28 فبراير 1966 | طابع متعدد الألوان تظهر فيه صورة ونستون تشرشل |        | روبية واحدة | 55 * 35 ملم |
| 2 | 28 فبراير 1966 | طابع متعدد الألوان تظهر فيه صورة ونستون تشرشل |        | روبيتان     | 55 * 35 ملم |
| 3 | 28 فبراير 1966 | طابع متعدد الألوان تظهر فيه صورة ونستون تشرشل |        | ثلاث روبيات | 55 * 35 ملم |
| 4 | 28 فبراير 1966 | طابع متعدد الألوان تظهر فيه صورة ونستون تشرشل |        | أربع روبيات | 55 * 35 ملم |
| 5 | 28 فبراير 1966 | طابع متعدد الألوان تظهر فيه صورة ونستون تشرشل |        | خمس روبيات  | 55 * 35 ملم |

وأُصدرت صحيفة طوابع تذكارية تحتوي على أربع طوابع:

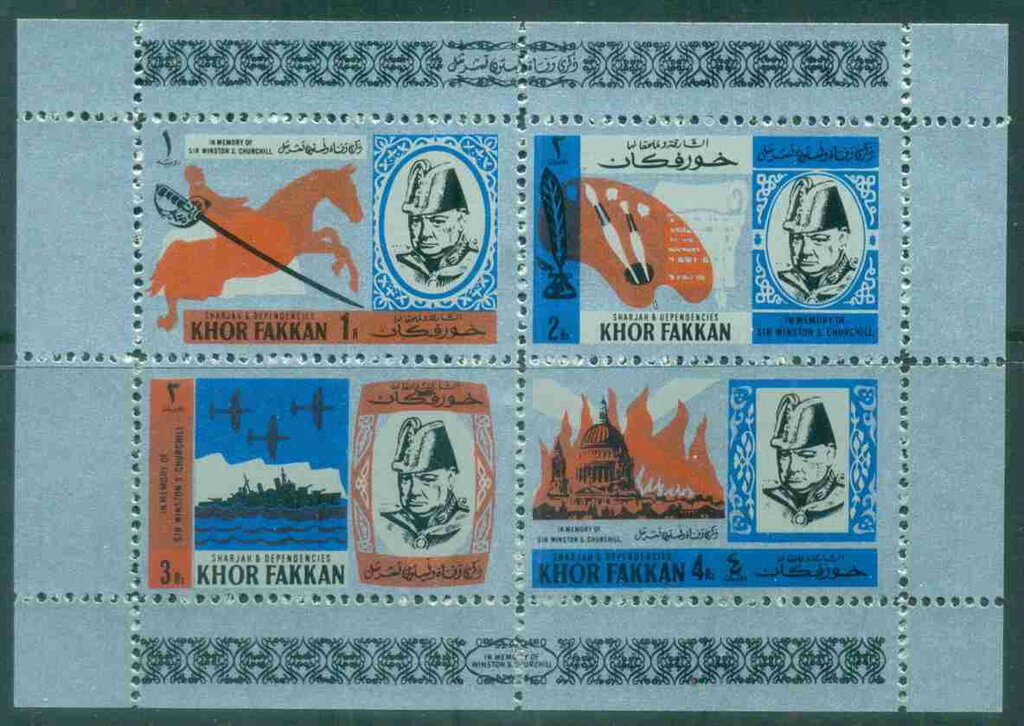
صحيفة طوابع تذكارية تظهر فيها صور لطوابع ذكرى وفاة ونستون تشرشل
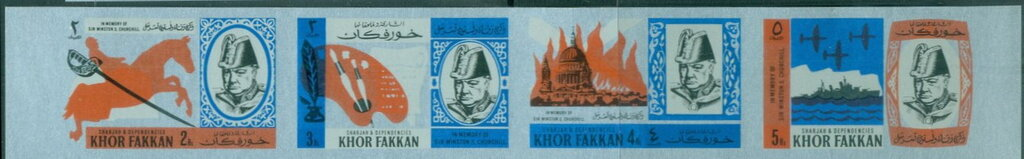
صحيفة طوابع تذكارية تظهر فيها صور لطوابع ذكرى وفاة ونستون تشرشل

### إصدارات الزهور
أُصدرت ستة طوابع للزهور:
| # | تاريخ الإصدار | الوصف                                                 | الصورة | القيمة                      | الأبعاد     |
| - | ------------- | ----------------------------------------------------- | ------ | --------------------------- | ----------- |
| 1 | مارس 1966     | طابع متعدد الألوان يحتوي على صورة وردة بيضاء          |        | عشرون بيزة هندية            | 51 * 41 ملم |
| 2 | مارس 1966     | طابع متعدد الألوان يحتوي على صورة وردة حمراء          |        | خمس وثلاثون بيزة هندية      | 51 * 41 ملم |
| 3 | مارس 1966     | طابع متعدد الألوان يحتوي على صورة وردة وردية          |        | ستون بيزة هندية             | 51 * 41 ملم |
| 4 | مارس 1966     | طابع متعدد الألوان يحتوي على صورة وردة برتقالية       |        | ثمانون بيزة هندية           | 51 * 41 ملم |
| 5 | مارس 1966     | طابع متعدد الألوان يحتوي على صورة وردة برتقالية صفراء |        | روبية واحدة                 | 51 * 41 ملم |
| 6 | مارس 1966     | طابع متعدد الألوان يحتوي على صورة وردة وردية          |        | مئة وخمسة وعشرون بيزة هندية | 51 * 41 ملم |

### إصدارات الأسماك
أُصدرت تسعة طوابع للأسماك:
| # | تاريخ الإصدار | الوصف                                                      | الصورة | القيمة              | الأبعاد     |
| - | ------------- | ---------------------------------------------------------- | ------ | ------------------- | ----------- |
| 1 | 1 مايو 1966   | طابع متعدد الألوان يحتوي على صورة سمكة العلم طويلة الزعنفة |        | بيزة هندية واحدة    | 48 * 31 ملم |
| 2 | 1 مايو 1966   | طابع متعدد الألوان يحتوي على صورة سمك الجراح الهندي        |        | بيزتان هنديتان      | 48 * 31 ملم |
| 3 | 1 مايو 1966   | طابع متعدد الألوان يحتوي على صورة سمكة العنفوز الإمبراطوري |        | ثلاث بيزات          | 48 * 31 ملم |
| 4 | 1 مايو 1966   | طابع متعدد الألوان يحتوي على صورة سمك البلطي الزيلي        |        | أربع بيزات          | 48 * 31 ملم |
| 5 | 1 مايو 1966   | طابع متعدد الألوان يحتوي على صورة سمكة الزناد البرتقالية   |        | خمس بيزات           | 48 * 31 ملم |
| 6 | 1 مايو 1966   | طابع متعدد الألوان يحتوي على صورة سمكة الأصبع              |        | خمسة عشر بيزة هندية | 48 * 31 ملم |
| 7 | 1 مايو 1966   | طابع متعدد الألوان يحتوي على صورة سمكة الفراشة المزخرفة    |        | عشرون بيزة هندية    | 48 * 31 ملم |
| 8 | 1 مايو 1966   | طابع متعدد الألوان يحتوي على صورة سمكة الشوش               |        | ثلاثون بيزة         | 48 * 31 ملم |
| 9 | 1 مايو 1966   | طابع متعدد الألوان يحتوي على صورة سمكة الملاك الملكي       |        | أربعون بيزة         | 48 * 31 ملم |

وأُصدرت ثمانية طوابع أخرى للأسماك بقيمة مختلفة:
| # | تاريخ الإصدار | الوصف                                                      | الصورة | القيمة           | الأبعاد     |
| - | ------------- | ---------------------------------------------------------- | ------ | ---------------- | ----------- |
| 1 | 1 مايو 1966   | طابع متعدد الألوان يحتوي على صورة سمك البلطي الزيلي        |        | خمسون بيزة هندية | 48 * 31 ملم |
| 2 | 1 مايو 1966   | طابع متعدد الألوان يحتوي على صورة سمكة الزناد البرتقالية   |        | خمس وسبعون بيزة  | 48 * 31 ملم |
| 3 | 1 مايو 1966   | طابع متعدد الألوان يحتوي على صورة سمكة الملاك الملكي       |        | روبية واحدة      | 48 * 31 ملم |
| 4 | 1 مايو 1966   | طابع متعدد الألوان يحتوي على صورة سمكة الشوش               |        | روبيتان          | 48 * 31 ملم |
| 5 | 1 مايو 1966   | طابع متعدد الألوان يحتوي على صورة سمكة الفراشة المزخرفة    |        | ثلاث روبيات      | 48 * 31 ملم |
| 6 | 1 مايو 1966   | طابع متعدد الألوان يحتوي على صورة سمكة الأصبع              |        | أربع روبيات      | 48 * 31 ملم |
| 7 | 1 مايو 1966   | طابع متعدد الألوان يحتوي على صورة سمكة العنفوز الإمبراطوري |        | خمس روبيات       | 48 * 31 ملم |
| 8 | 1 مايو 1966   | طابع متعدد الألوان يحتوي على صورة سمكة العلم طويلة الزعنفة |        | عشر روبيات       | 48 * 31 ملم |

### إصدارات المعرض الدولي السادس للطوابع البريدية
أُصدر طابعان وأُصدرت بطاقة تذكارية وورقة طوابع متجاورة لمناسبة المعرض الدولي للطوابع البريدية:
| # | تاريخ الإصدار | الوصف | الصورة | القيمة          |
| - | ------------- | --- | ------ | --------------- |
| 1 | 20 مايو 1966  | طابع بخلفية ذات لون أزرق وأخضر تحتوي على صورة حاكم إمارة الشارقة خالد بن محمد القاسمي وشعار المعرض الدولي للطوابع |        | ثمانون بيزة     |
| 2 | 20 مايو 1966  | طابع بخلفية ذات لون أزرق وأخضر تحتوي على صورة حاكم إمارة الشارقة خالد بن محمد القاسمي وصورة مشعل وإكليل           |        | مئة وعشرون بيزة |

وأُصدرت بطاقة تذكارية وورقة طوابع متجاورة:

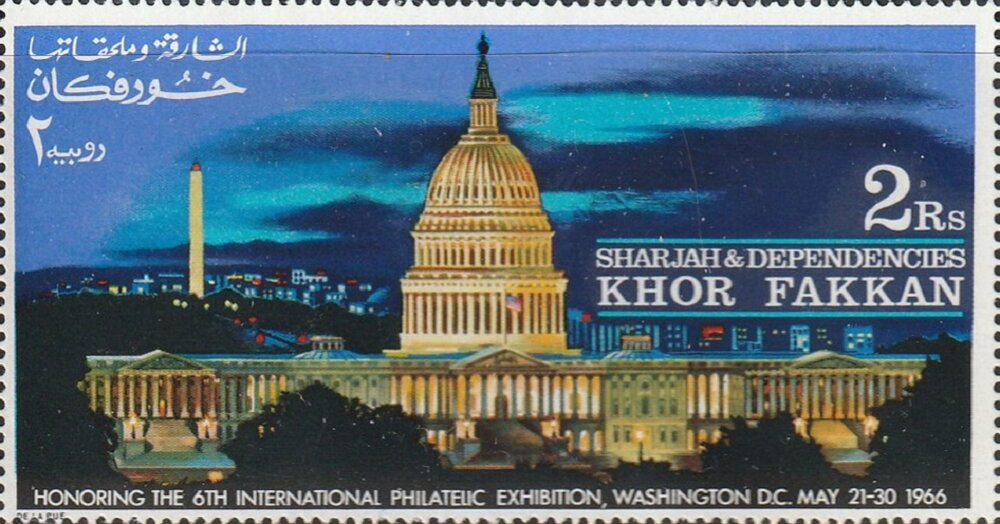
بطاقة تذكارية تحتوي على صورة مبنى الكونغرس الأمريكي
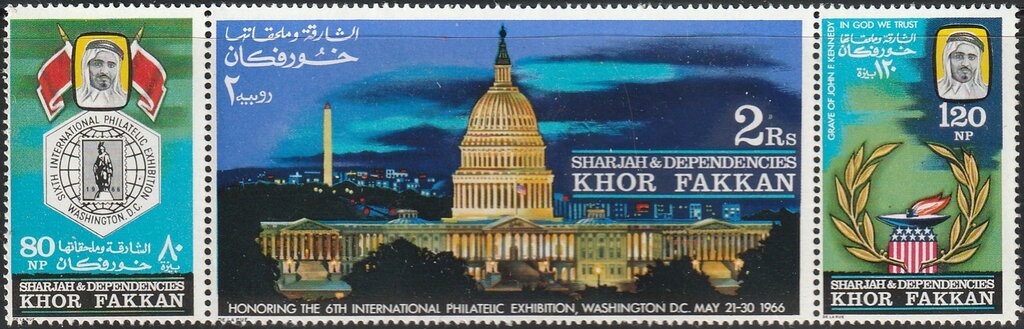
ورقة طوابع متجاورة تحتوي على صورة مبنى الكونغرس الأمريكي وصور الطوابع في الجوانب

### توشيح إصدارات الذكرى المئوية للاتحاد الدولي للاتصالات
أُصدرت ثلاثة طوابع بريدية لمناسبة الذكرى المئوية للاتحاد الدولي للاتصالات وقد أُصدرت بقيمة جديدة بالقرش بدل البيزة وكُتب عليها "الذكرى المئوية لاتحاد المواصلات العالمية".
| # | تاريخ الإصدار | الوصف | الصورة | القيمة       | الأبعاد       |
| - | ------------- | --- | ------ | ------------ | ------------- |
| 1 | 1966          | طابع متعدد الألوان تظهر فيه صورة حاكم الشارقة خالد بن محمد القاسمي وصورة قمر اصطناعي للاتصالات (تيلستار)           |        | عشرة قروش    | 28.5 * 51 ملم |
| 2 | 1966          | طابع متعدد الألوان تظهر فيه صورة حاكم الشارقة خالد بن محمد القاسمي وصورة قمر اصطناعي للاتصالات ومحطة استقبال أرضية |        | ستة عشر قرشا | 28.5 * 51 ملم |
| 3 | 1966          | طابع متعدد الألوان تظهر فيه صورة حاكم الشارقة خالد بن محمد القاسمي وصورة قمر اصطناعي للاتصالات (ساينكوم)           |        | ريال واحد    | 28.5 * 51 ملم |

### توشيح إصدارات ذكرى وفاة ونستون تشرشل
أُعيد إصدار الطوابع التي أُصدرت لمناسبة ذكرى وفاة ونستون تشرشل بقيمة مختلفة وبتوشيح مختلف:
| # | تاريخ الإصدار | الوصف                                         | صورة الطابع | القيمة      |
| - | ------------- | --------------------------------------------- | ----------- | ----------- |
| 1 | 1966          | طابع متعدد الألوان تظهر فيه صورة ونستون تشرشل |             | ريال واحد   |
| 2 | 1966          | طابع متعدد الألوان تظهر فيه صورة ونستون تشرشل |             | ريالان      |
| 3 | 1966          | طابع متعدد الألوان تظهر فيه صورة ونستون تشرشل |             | ثلاث ريالات |
| 4 | 1966          | طابع متعدد الألوان تظهر فيه صورة ونستون تشرشل |             | أربع ريالات |
| 4 | 1966          | طابع متعدد الألوان تظهر فيه صورة ونستون تشرشل |             | خمس ريالات  |

وأُصدرت بطاقات تذكارية تحتوي على أربع طوابع:

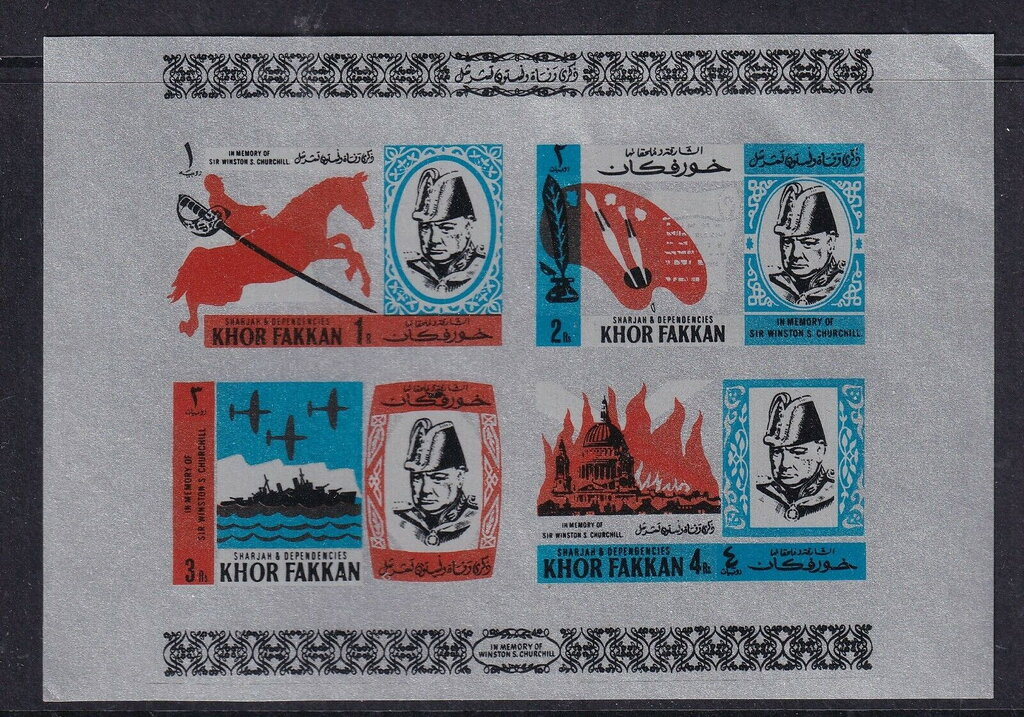
صحيفة طوابع تذكارية تظهر فيها صور لطوابع ذكرى وفاة ونستون تشرشل
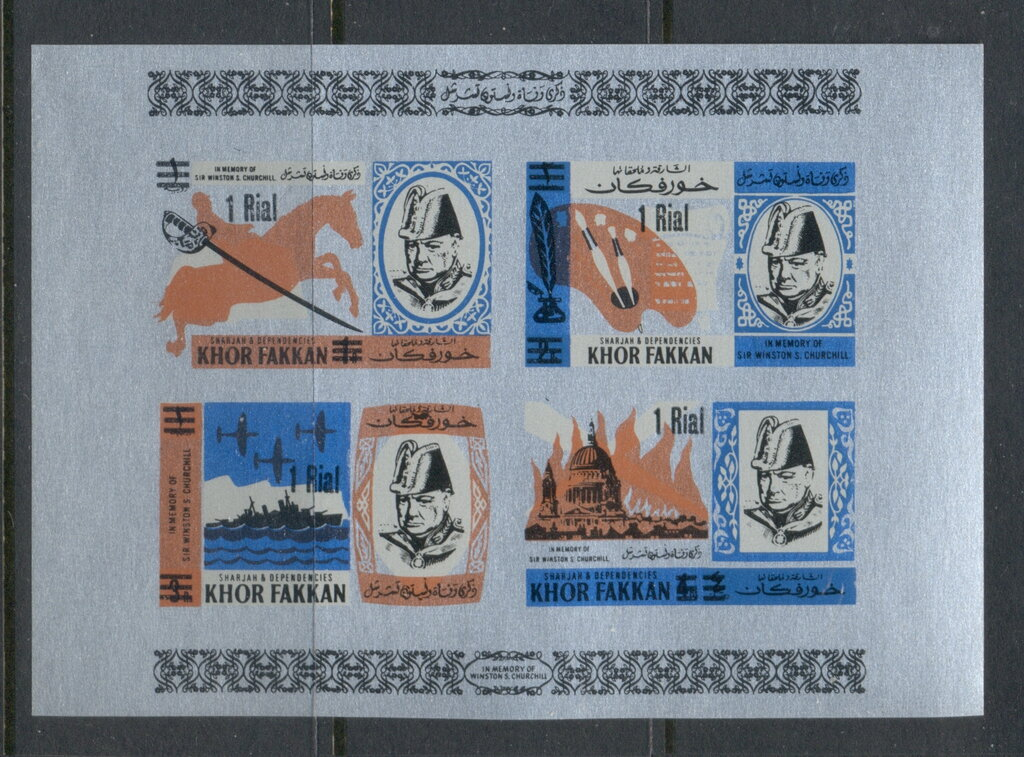
صحيفة طوابع تذكارية تظهر فيها صور لطوابع ذكرى وفاة ونستون تشرشل
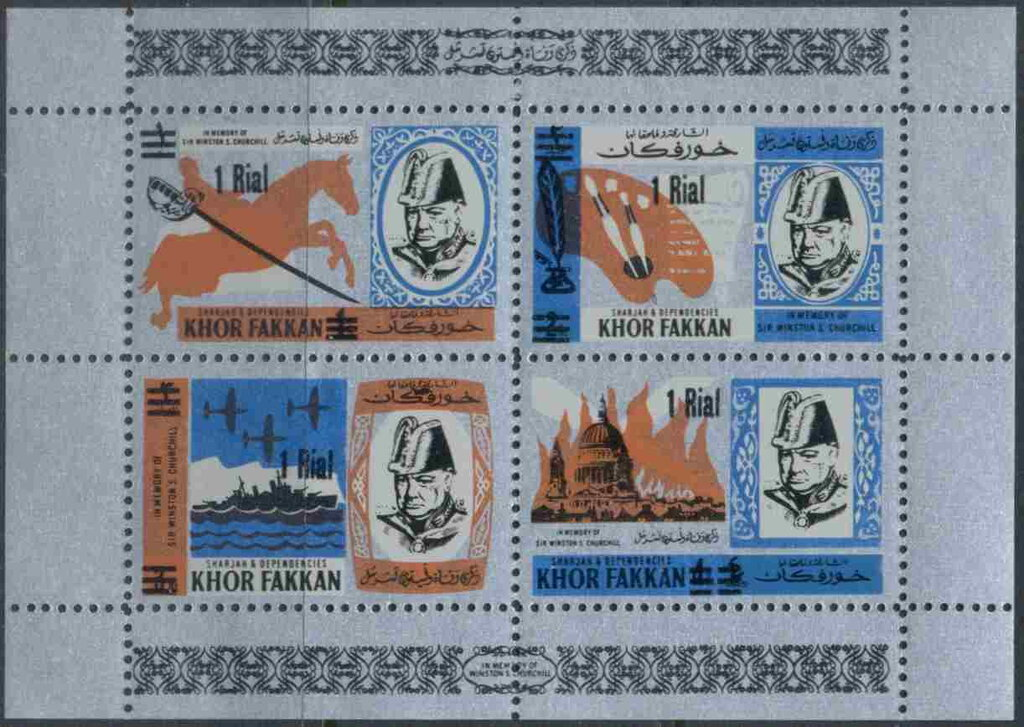
صحيفة طوابع تذكارية تظهر فيها صور لطوابع ذكرى وفاة ونستون تشرشل

### توشيح إصدارات الزهور
أُعيد إصدار ستة طوابع للزهور بقيمة مختلفة:
| # | تاريخ الإصدار | الوصف                                                 | الصورة | القيمة        | الأبعاد     |
| - | ------------- | ----------------------------------------------------- | ------ | ------------- | ----------- |
| 1 | مارس 1966     | طابع متعدد الألوان يحتوي على صورة وردة بيضاء          |        | قرش واحد      | 51 * 41 ملم |
| 2 | مارس 1966     | طابع متعدد الألوان يحتوي على صورة وردة حمراء          |        | قرشان         | 51 * 41 ملم |
| 3 | مارس 1966     | طابع متعدد الألوان يحتوي على صورة وردة وردية          |        | أربعة قروش    | 51 * 41 ملم |
| 4 | مارس 1966     | طابع متعدد الألوان يحتوي على صورة وردة برتقالية       |        | ستة قروش      | 51 * 41 ملم |
| 5 | مارس 1966     | طابع متعدد الألوان يحتوي على صورة وردة برتقالية صفراء |        | اثني عشر قرشا | 51 * 41 ملم |
| 6 | مارس 1966     | طابع متعدد الألوان يحتوي على صورة وردة وردية          |        | عشرة قروش     | 51 * 41 ملم |

### توشيح إصدارات دورة الألعاب العربية
وُشّحت الطوابع الخمسة والصحيفة التي أُصدرت لمناسبة دورة الألعاب العربية 1965 التي جرت أحداثها في القاهرة وكانت جميع الطوابع بقيمة عشرين درهما:
| # | تاريخ الإصدار | الوصف                                                                      | الصورة | القيمة      |
| - | ------------- | -------------------------------------------------------------------------- | ------ | ----------- |
| 1 | سبتمبر 1966   | طابع بلون أخضر داكن وبني محمر يحتوي على صورة لرياضة كرة السلة              |        | عشرون درهما |
| 2 | سبتمبر 1966   | طابع بلون أخضر داكن وبني محمر يحتوي على صورة لرياضة سباق الدراجات الهوائية |        | عشرون درهما |
| 3 | سبتمبر 1966   | طابع بلون أخضر داكن وبني محمر يحتوي على صورة لرياضة رفع الأثقال            |        | عشرون درهما |
| 4 | سبتمبر 1966   | طابع بلون أخضر داكن وبني محمر يحتوي على صورة لرياضة كرة القدم              |        | عشرون درهما |
| 5 | سبتمبر 1966   | طابع بلون أخضر داكن وبني محمر يحتوي على صورة لرياضة ترويض الخيول           |        | عشرون درهما |

وأُعيد توشيح الصحيفة

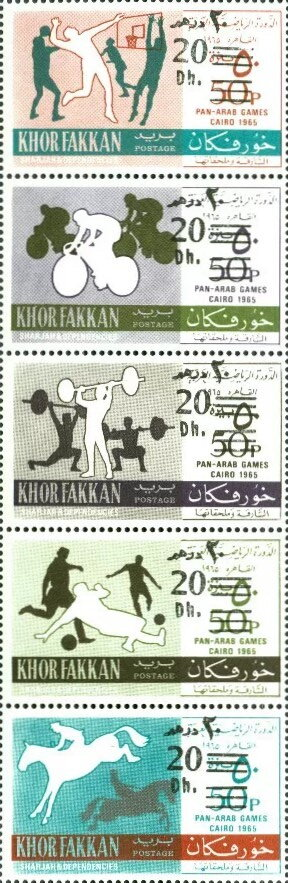
صحيفة الطوابع الكاملة بقيمة 5*20 درهما

### توشيح إصدارات الأسماك
وُشّحت الطوابع التسعة للأسماك بقيمة مختلفة فقد استُخدم الدرهم القطري بدل البيزة الهندية:
| # | تاريخ الإصدار | الوصف                                                      | الصورة | القيمة         | الأبعاد     |
| - | ------------- | ---------------------------------------------------------- | ------ | -------------- | ----------- |
| 1 | سبتمبر 1966   | طابع متعدد الألوان يحتوي على صورة سمكة العلم طويلة الزعنفة |        | درهم واحد      | 48 * 31 ملم |
| 2 | سبتمبر 1966   | طابع متعدد الألوان يحتوي على صورة سمك الجراح الهندي        |        | درهمان         | 48 * 31 ملم |
| 3 | سبتمبر 1966   | طابع متعدد الألوان يحتوي على صورة سمكة العنفوز الإمبراطوري |        | ثلاثة دراهم    | 48 * 31 ملم |
| 4 | سبتمبر 1966   | طابع متعدد الألوان يحتوي على صورة سمك البلطي الزيلي        |        | أربعة دراهم    | 48 * 31 ملم |
| 5 | سبتمبر 1966   | طابع متعدد الألوان يحتوي على صورة سمكة الزناد البرتقالية   |        | خمسة دراهم     | 48 * 31 ملم |
| 6 | سبتمبر 1966   | طابع متعدد الألوان يحتوي على صورة سمكة الأصبع              |        | خمسة عشر درهما | 48 * 31 ملم |
| 7 | سبتمبر 1966   | طابع متعدد الألوان يحتوي على صورة سمكة الفراشة المزخرفة    |        | عشرون درهما    | 48 * 31 ملم |
| 8 | سبتمبر 1966   | طابع متعدد الألوان يحتوي على صورة سمكة الشوش               |        | ثلاثون درهما   | 48 * 31 ملم |
| 9 | سبتمبر 1966   | طابع متعدد الألوان يحتوي على صورة سمكة الملاك الملكي       |        | أربعون درهما   | 48 * 31 ملم |

وأُصدرت ثمانية طوابع أخرى للأسماك بقيمة مختلفة:
| # | تاريخ الإصدار | الوصف                                                      | الصورة | القيمة             | الأبعاد     |
| - | ------------- | ---------------------------------------------------------- | ------ | ------------------ | ----------- |
| 1 | سبتمبر 1966   | طابع متعدد الألوان يحتوي على صورة سمك البلطي الزيلي        |        | خمسون درهما        | 48 * 31 ملم |
| 2 | سبتمبر 1966   | طابع متعدد الألوان يحتوي على صورة سمكة الزناد البرتقالية   |        | خمسة وسبعون درهما  | 48 * 31 ملم |
| 3 | سبتمبر 1966   | طابع متعدد الألوان يحتوي على صورة سمكة الملاك الملكي       |        | ريال قطري واحد     | 48 * 31 ملم |
| 4 | سبتمبر 1966   | طابع متعدد الألوان يحتوي على صورة سمكة الشوش               |        | ريالان قطريان      | 48 * 31 ملم |
| 5 | سبتمبر 1966   | طابع متعدد الألوان يحتوي على صورة سمكة الفراشة المزخرفة    |        | ثلاثة ريالات قطرية | 48 * 31 ملم |
| 6 | سبتمبر 1966   | طابع متعدد الألوان يحتوي على صورة سمكة الأصبع              |        | أربعة ريالات قطرية | 48 * 31 ملم |
| 7 | سبتمبر 1966   | طابع متعدد الألوان يحتوي على صورة سمكة العنفوز الإمبراطوري |        | خمسة ريالات قطرية  | 48 * 31 ملم |
| 8 | سبتمبر 1966   | طابع متعدد الألوان يحتوي على صورة سمكة العلم طويلة الزعنفة |        | عشرة ريالات قطرية  | 48 * 31 ملم |

### إصدارات ذكرى وفاة الرئيس الأمريكي جون كينيدي
أُصدرت ست طوابع وبطاقات تذكارية لمناسبة الذكرى الثالثة لوفاة الرئيس الأمريكي الخامس والثلاثين جون كينيدي:
| # | تاريخ الإصدار  | الوصف | الصورة | القيمة           |
| - | -------------- | --- | ------ | ---------------- |
| 1 | 22 نوفمبر 1966 | طابع مخرم بخلفية ذات لون أزرق وأخضر يحتوي على صورة حاكم إمارة الشارقة خالد بن محمد القاسمي                   |        | ثمانون درهما     |
| 2 | 22 نوفمبر 1966 | طابع مخرم بخلفية ذات لون أزرق وأخضر يحتوي على صورة حاكم إمارة الشارقة خالد بن محمد القاسمي وصورة مشعل وإكليل |        | مئة وعشرون درهما |
| 3 | 22 نوفمبر 1966 | طابع مخرم بخلفية ذات لون أخضر يحتوي على صورة إكليل موشح بتاريخ ولادة ووفاة جون كينيدي                        |        | ريال ونصف الريال |
| 4 | 22 نوفمبر 1966 | طابع غير مخرم بخلفية ذات لون أخضر يحتوي على صورة إكليل موشح بتاريخ ولادة ووفاة جون كينيدي                    |        | ريال ونصف الريال |
| 5 | 22 نوفمبر 1966 | طابع مخرم بخلفية ذات لون أخضر يحتوي على صورة مشعل موشح بعبارة "IN GOS WE TRUST"                              |        | ريالان           |
| 6 | 22 نوفمبر 1966 | طابع غير مخرم بخلفية ذات لون أخضر يحتوي على صورة مشعل موشح بعبارة "IN GOS WE TRUST"                          |        | ريالان           |

وأُصدرت بطاقات تذكارية للمناسبة نفسها في الثاني والعشرين من نوفمبر عام 1966:

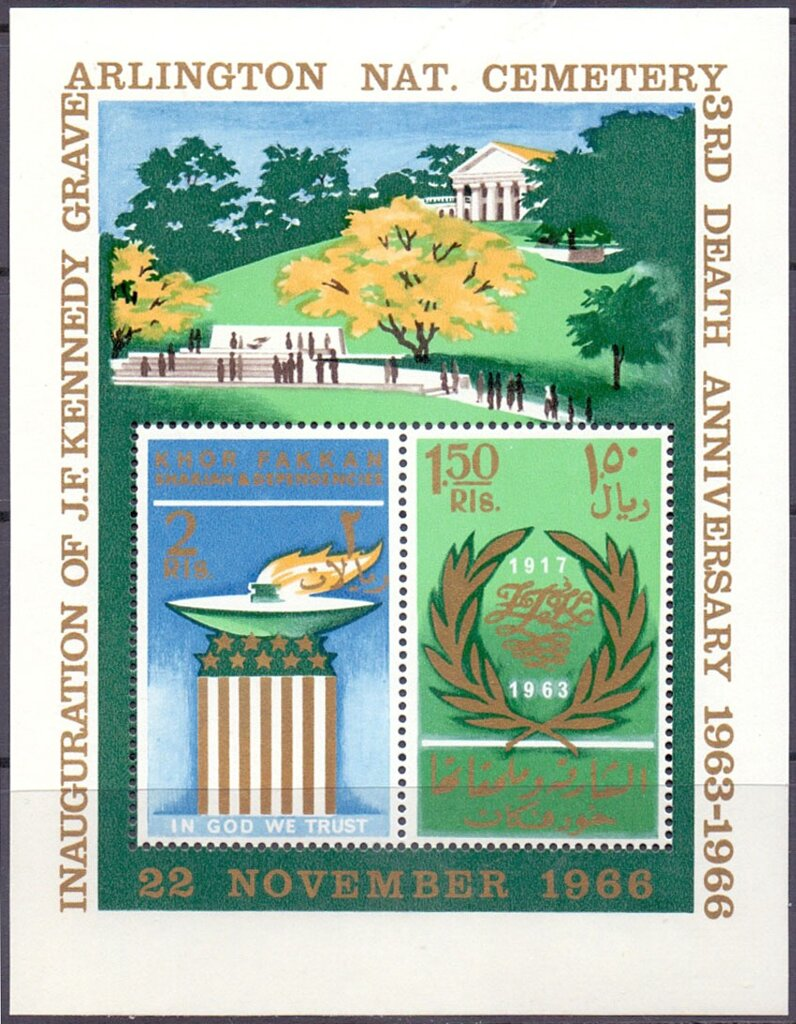
بطاقة تذكارية تحتوي على صورة طابعين
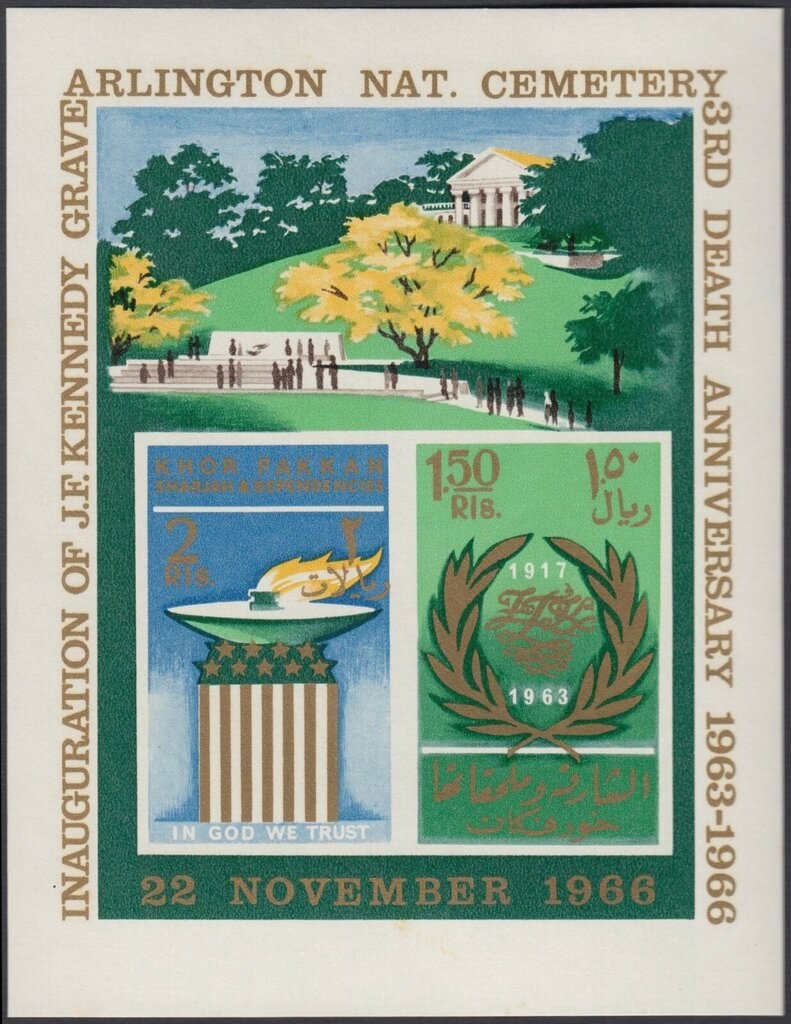
بطاقة تذكارية تحتوي على صورة طابعين
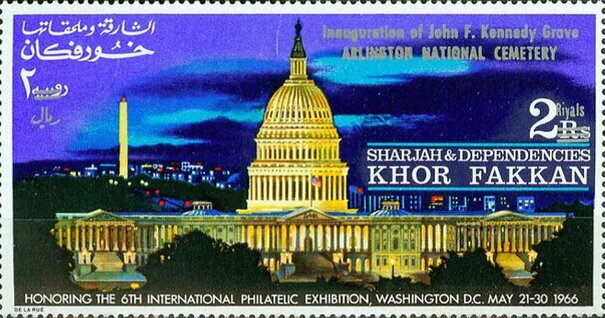
بطاقة تذكارية تحتوي على صورة مبنى الكونغرس الأمريكي
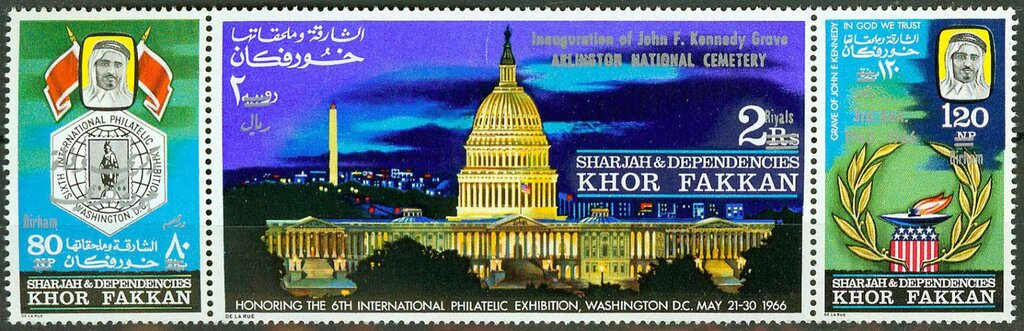
طوابع متجاورة لصورة طابع مبنى الكونغرس الأمريكي وصور طابعين في الجوانب

وأُعيد إصدار بعض الطوابع بقيمة مختلفة:
| # | تاريخ الإصدار | الوصف                                                                                            | الصورة | القيمة          |
| - | ------------- | ------------------------------------------------------------------------------------------------ | ------ | --------------- |
| 1 | 1966          | طابع متعدد الألوان يحتوي على صورة تمثال الحرية وصورة الرئيس الأمريكي الخامس والثلاثين جون كينيدي |        | ريال واحد       |
| 2 | 1966          | طابع متعدد الألوان يحتوي على صورة تمثال الحرية وصورة الرئيس الأمريكي الخامس والثلاثين جون كينيدي |        | ريالان          |
| 3 | 1966          | طابع متعدد الألوان يحتوي على صورة تمثال الحرية وصورة الرئيس الأمريكي الخامس والثلاثين جون كينيدي |        | ثمانية عشر قرشا |

### إصدارات كأس العالم 1966
أُصدرت سبع طوابع لمناسبة بطولة كأس العالم الثامنة التي جرت أحداثها في إنجلترا:
| # | تاريخ الإصدار  | الوصف                                               | صورة الإصدار المخرم | صورة الإصدار غير المخرم | القيمة        |
| - | -------------- | --------------------------------------------------- | ------------------- | ----------------------- | ------------- |
| 1 | 24 نوفمبر 1966 | طابع متعدد الألوان لمناسبة بطولة كأس العالم الثامنة |                     |                         | نصف ريال قطري |
| 2 | 24 نوفمبر 1966 | طابع متعدد الألوان لمناسبة بطولة كأس العالم الثامنة |                     |                         | نصف ريال قطري |
| 3 | 24 نوفمبر 1966 | طابع متعدد الألوان لمناسبة بطولة كأس العالم الثامنة |                     |                         | نصف ريال قطري |
| 4 | 24 نوفمبر 1966 | طابع متعدد الألوان لمناسبة بطولة كأس العالم الثامنة |                     |                         | نصف ريال قطري |
| 5 | 24 نوفمبر 1966 | طابع متعدد الألوان لمناسبة بطولة كأس العالم الثامنة |                     |                         | نصف ريال قطري |
| 6 | 24 نوفمبر 1966 | طابع متعدد الألوان لمناسبة بطولة كأس العالم الثامنة |                     |                         | نصف ريال قطري |
| 7 | 24 نوفمبر 1966 | طابع متعدد الألوان لمناسبة بطولة كأس العالم الثامنة |                     |                         | نصف ريال قطري |

وأُصدرت اثنتي عشرة صحيفة بقياس 91 * 82 مليمتر تحتوي كل بطاقة على أربعة طوابع بقيمة نصف ريال قطري لكل طابع:

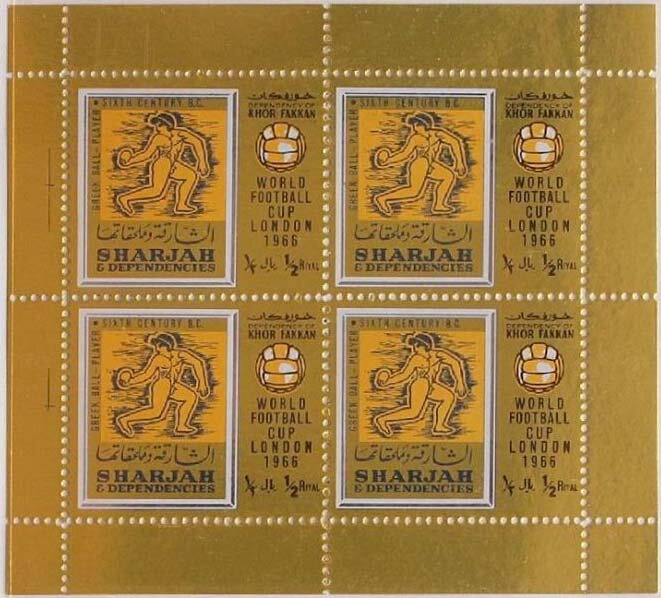
صحيفة طوابع كاملة
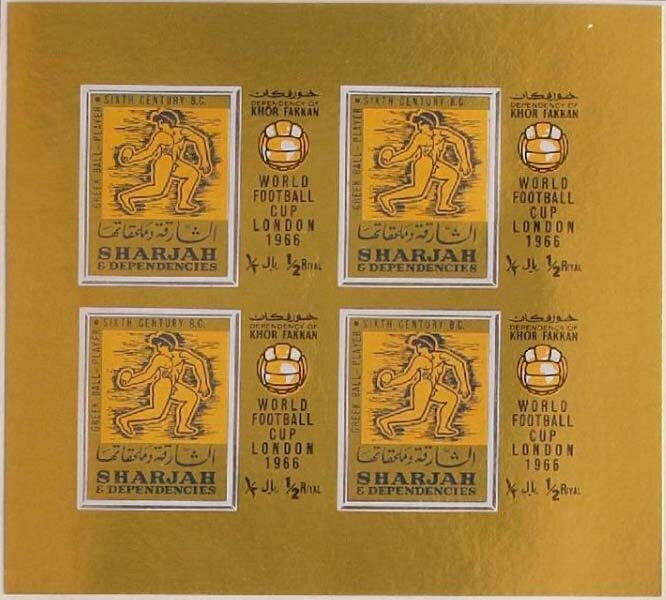
صحيفة طوابع كاملة
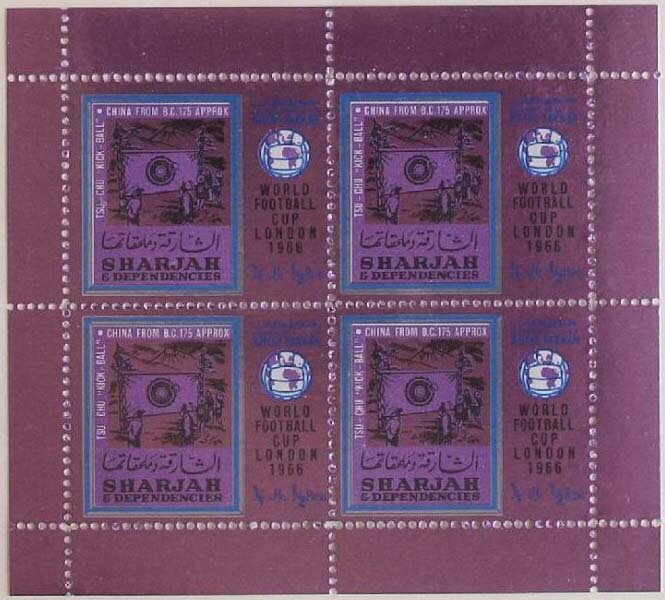
صحيفة طوابع كاملة
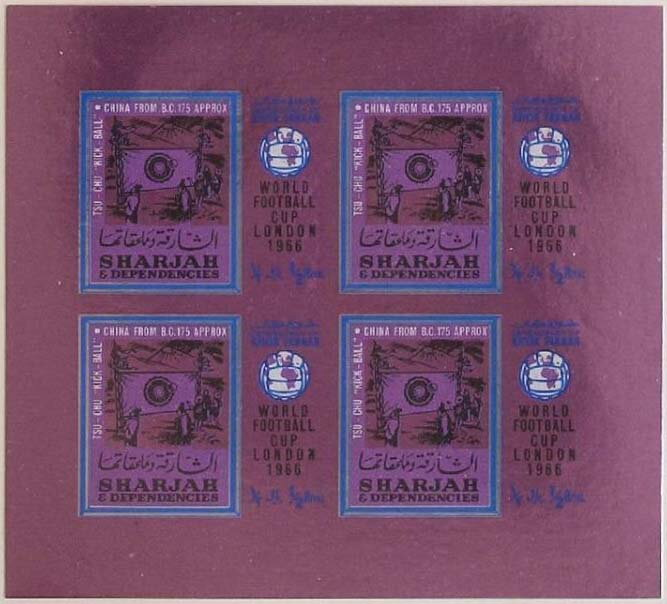
صحيفة طوابع كاملة
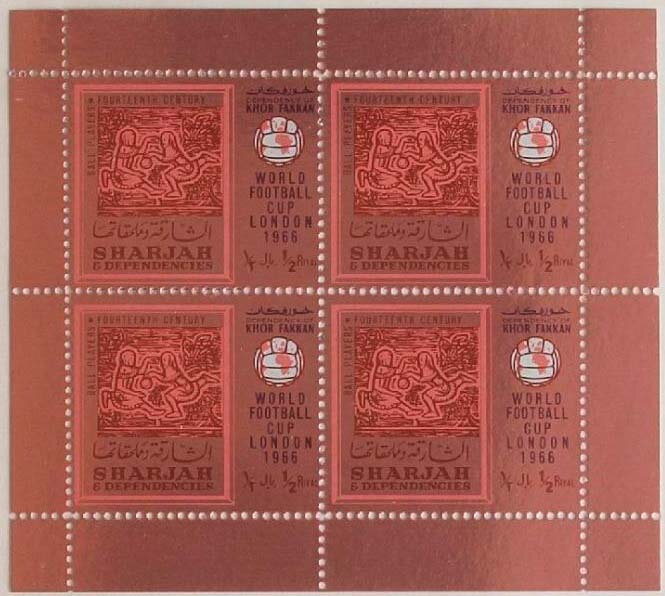
صحيفة طوابع كاملة
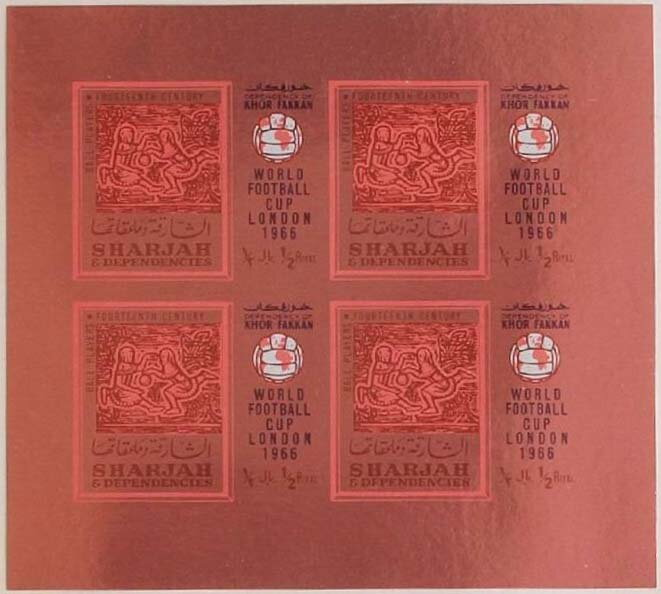
صحيفة طوابع كاملة
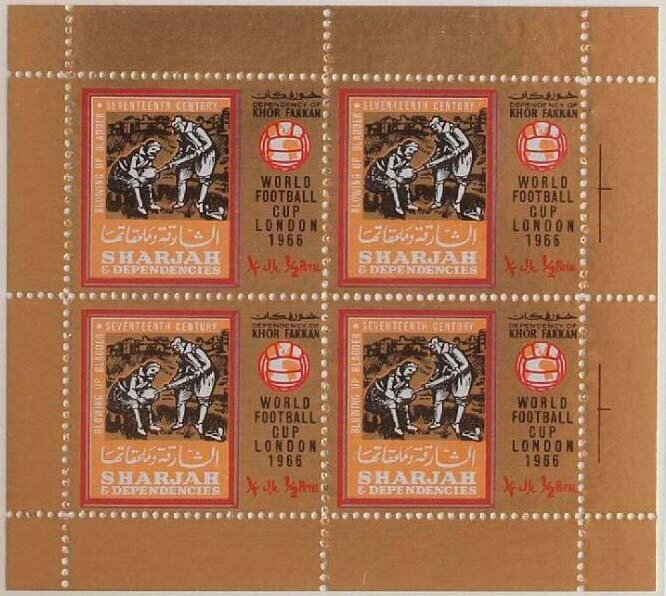
صحيفة طوابع كاملة
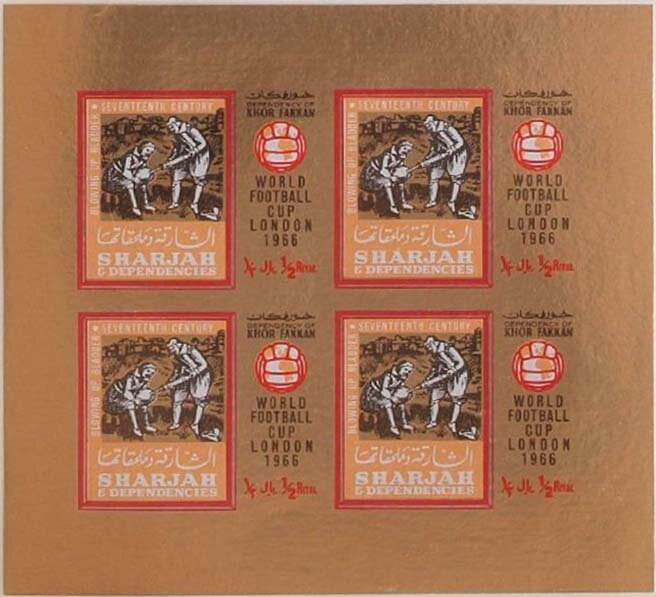
صحيفة طوابع كاملة
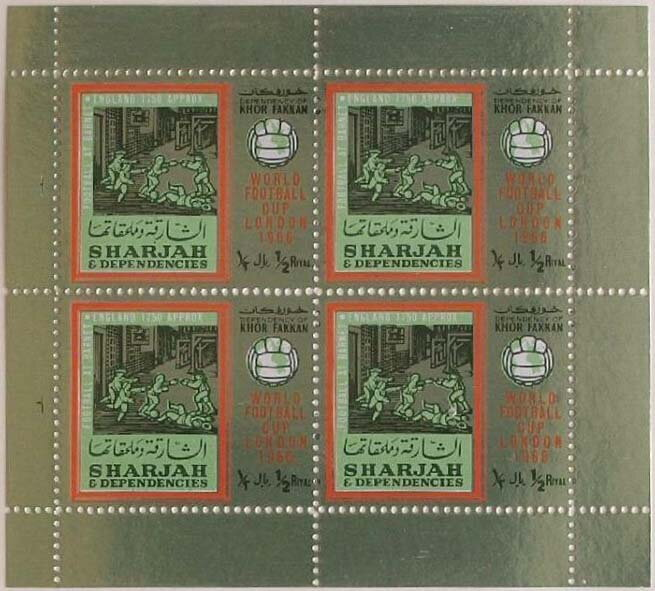
صحيفة طوابع كاملة
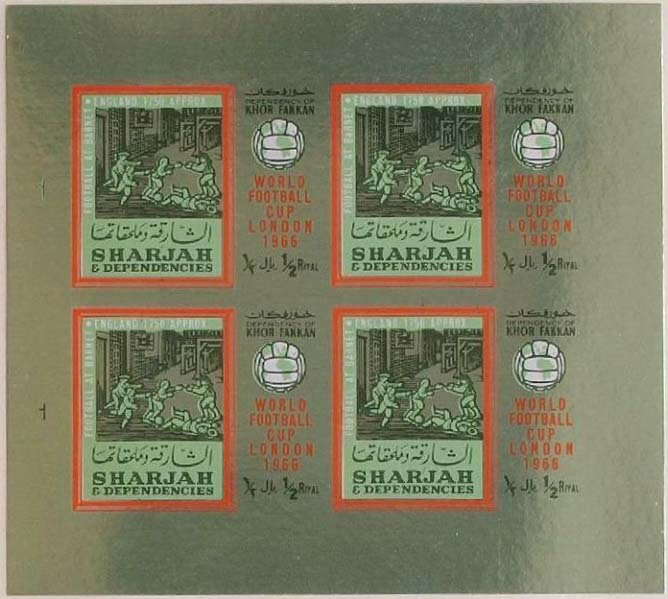
صحيفة طوابع كاملة
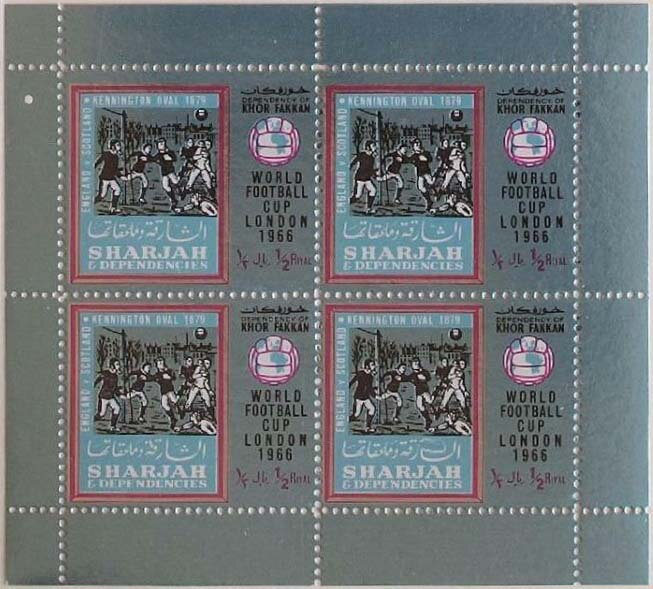
صحيفة طوابع كاملة
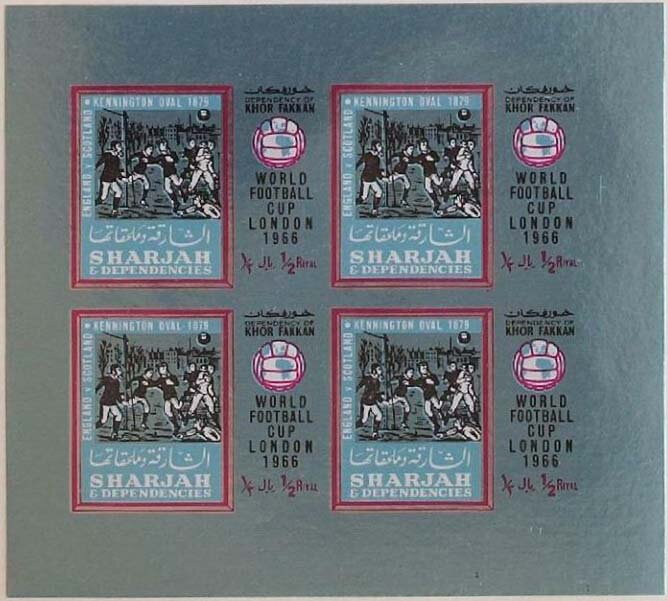
صحيفة طوابع كاملة

### إعادة إصدارات الأسماك
أُصدرت تسعة طوابع للأسماك بقيمة مختلفة فقد استُخدم الدرهم القطري بدل البيزة الهندية:
| #  | تاريخ الإصدار | الوصف                                                      | الصورة | القيمة            | الأبعاد     |
| -- | ------------- | ---------------------------------------------------------- | ------ | ----------------- | ----------- |
| 1  | 1966          | طابع متعدد الألوان يحتوي على صورة سمكة العلم طويلة الزعنفة |        | درهم واحد         | 48 * 31 ملم |
| 2  | 1966          | طابع متعدد الألوان يحتوي على صورة سمك الجراح الهندي        |        | درهمان            | 48 * 31 ملم |
| 3  | 1966          | طابع متعدد الألوان يحتوي على صورة سمكة العنفوز الإمبراطوري |        | ثلاثة دراهم       | 48 * 31 ملم |
| 4  | 1966          | طابع متعدد الألوان يحتوي على صورة سمك البلطي الزيلي        |        | أربعة دراهم       | 48 * 31 ملم |
| 5  | 1966          | طابع متعدد الألوان يحتوي على صورة سمكة الزناد البرتقالية   |        | خمسة دراهم        | 48 * 31 ملم |
| 6  | 1966          | طابع متعدد الألوان يحتوي على صورة سمكة الأصبع              |        | خمسة عشر درهما    | 48 * 31 ملم |
| 7  | 1966          | طابع متعدد الألوان يحتوي على صورة سمكة الفراشة المزخرفة    |        | عشرون درهما       | 48 * 31 ملم |
| 8  | 1966          | طابع متعدد الألوان يحتوي على صورة سمكة الشوش               |        | ثلاثون درهما      | 48 * 31 ملم |
| 9  | 1966          | طابع متعدد الألوان يحتوي على صورة سمكة الملاك الملكي       |        | أربعون درهما      | 48 * 31 ملم |
| 10 | 1966          | طابع متعدد الألوان يحتوي على صورة سمك البلطي الزيلي        |        | خمسون درهما       | 48 * 31 ملم |
| 11 | 1966          | طابع متعدد الألوان يحتوي على صورة سمكة الزناد البرتقالية   |        | خمسة وسبعون درهما | 48 * 31 ملم |

## إصدارات عام 1967
أُصدرت ست طوابع وبطاقات تذكارية لمناسبة ذكرى وفاة الرئيس الأمريكي الخامس والثلاثين جون كينيدي:
| # | تاريخ الإصدار | الوصف | الطابع المخرم | القيمة           |
| - | ------------- | --- | ------------- | ---------------- |
| 1 | 2 نوفمبر 1967 | طابع مخرم بخلفية ذات لون أزرق وأخضر يحتوي على صورة حاكم إمارة الشارقة خالد بن محمد القاسمي                   |               | 80 درهما قطريا   |
| 2 | 2 نوفمبر 1967 | طابع مخرم بخلفية ذات لون أزرق وأخضر يحتوي على صورة حاكم إمارة الشارقة خالد بن محمد القاسمي وصورة مشعل وإكليل |               | 120 درهما قطريا  |
| 3 | 2 نوفمبر 1967 | طابع مخرم بخلفية ذات لون أخضر يحتوي على صورة إكليل موشح بتاريخ ولادة ووفاة جون كينيدي                        |               | ريال ونصف الريال |
| 4 | 2 نوفمبر 1967 | طابع غير مخرم بخلفية ذات لون أخضر يحتوي على صورة إكليل موشح بتاريخ ولادة ووفاة جون كينيدي                    |               | ريال ونصف الريال |
| 5 | 2 نوفمبر 1967 | طابع مخرم بخلفية ذات لون أخضر يحتوي على صورة مشعل موشح بعبارة "IN GOS WE TRUST"                              |               | ريالان قطريان    |
| 6 | 2 نوفمبر 1967 | طابع غير مخرم بخلفية ذات لون أخضر يحتوي على صورة مشعل موشح بعبارة "IN GOS WE TRUST"                          |               | ريالان قطريان    |

وأُصدرت بطاقات تذكارية بالمناسبة:

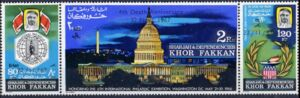
طوابع متجاورة لصورة طابع مبنى الكونغرس الأمريكي وصور طابعين في الجوانب
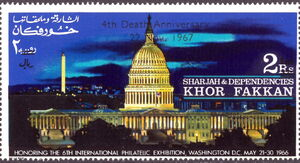
بطاقة تذكارية تحتوي على صورة مبنى الكونغرس الأمريكي
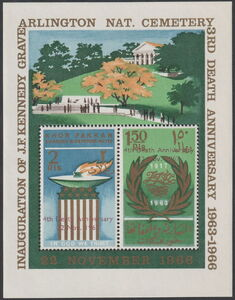
بطاقة تذكارية تحتوي على صورة طابعين
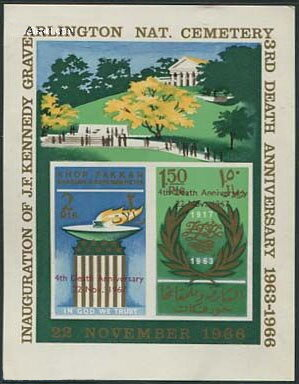
بطاقة تذكارية تحتوي على صورة طابعين

## إصدارات عام 1968
أُصدرت طوابع بريدية متعددة في سنة 1968م في خورفكان، تناولت الإصدارات الأولى دورة الألعاب الأولمبية الشتوية العاشرة التي جرت أحداثها في مدينة غرونوبل الفرنسية وكان عدد الطوابع التي أُصدرت للمناسبة أربعة طوابع للبريد العادي وثلاثة للبريد الجوي وأُصدرت بطاقة تذكارية واحدة، وأُصدرت أربعة طوابع أخرى عن تاريخ الألعاب الأولمبية وكانت مخصصة للبريد الجوي أيضا. وأُصدرت أيضا خمسة طوابع بريدية لمناسبة دورة الألعاب الأولمبية الصيفية التاسعة عشرة التي جرت أحداثها في مدينة مكسيكو المكسيكية ولا تتوفر صور الطوابع في كتالوجات الطوابع.

## إصدارات عام 1969
أُصدرت سبع طوابع لمناسبة دورة الألعاب الأولمبية التاسعة عشر في المكسيك وقد تضمنت الطوابع صورًا لمشاهير الرياضيين في تلك الفترة:
| # | تاريخ الإصدار | الوصف | الطابع المخرّم | الطابع العادي | البطاقة المخرّمة | البطاقة العادية | القيمة            | الأبعاد   |
| - | ------------- | --- | ------------- | ------------- | --------------- | --------------- | ----------------- | --------- |
| 1 | 1969          | طابع إماراتي ملوّن يحتوي على علم الأولمبياد في الأعلى ويحتوي على صورة الرياضي الأمريكي جيسي أوينز.           |               |               |                 |                 | 25 درهما إماراتيا | 43*61 ملم |
| 2 | 1969          | طابع إماراتي ملوّن يحتوي على علم الأولمبياد في الأعلى ويحتوي على صورة الرياضية الهولندية فاني بلانكيرس كوين. |               |               |                 |                 | 50 درهما إماراتيا | 43*61 ملم |
| 3 | 1969          | طابع إماراتي ملوّن يحتوي على علم الأولمبياد في الأعلى ويحتوي على صورة الرياضي التشيكوسلوفاكي إميل زاتوبك.    |               |               |                 |                 | ريال قطري واحد    | 43*61 ملم |
| 4 | 1969          | طابع إماراتي ملوّن يحتوي على علم الأولمبياد في الأعلى ويحتوي على صورة الرياضي الفرنسي كريستيان دوريولا.      |               |               |                 |                 | ريالان قطريان     | 43*61 ملم |
| 5 | 1969          | طابع إماراتي ملوّن يحتوي على علم الأولمبياد في الأعلى ويحتوي على صورة الرياضي الإيطالي نينو بنفينوتي.        |               |               |                 |                 | 3.25 ريال قطري    | 43*61 ملم |
| 6 | 1969          | طابع إماراتي ملوّن يحتوي على علم الأولمبياد في الأعلى ويحتوي على صورة الرياضي الأمريكي دون شولاندير.         |               |               |                 |                 | 4 ريالات قطرية    | 43*61 ملم |
| 7 | 1969          | طابع إماراتي ملوّن يحتوي على علم الأولمبياد في الأعلى ويحتوي على صورة الرياضية الأسترالية دون فريزر.         |               |               |                 |                 | 4 ريالات قطرية    | 43*61 ملم |

وأُصدرت بطاقات تذكارية خاصة تحتوي على طوايع مخرمة وطوابع غير مخرمة:

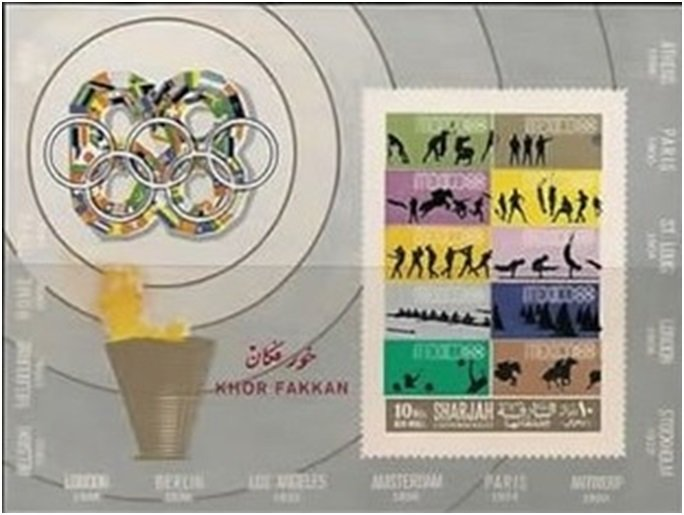
بطاقة تذكارية تحتوي على صور طوابع غير مخرمة صدرت بمناسبة دورة الألعاب الأولمبية التاسعة عشر في المكسيك وكانت أبعادها 90*120 مليمترا
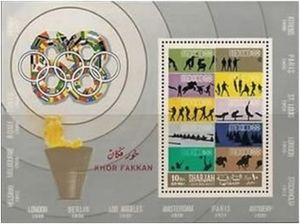
بطاقة تذكارية تحتوي على صور طوابع مخرمة صدرت بمناسبة دورة الألعاب الأولمبية التاسعة عشر في المكسيك وكانت أبعادها 90*120 مليمترا